# Love, Whitney
Love, Whitney è il secondo greatest hits della cantante statunitense Whitney Houston, pubblicato nel 2001.

## Tracce
1. Until You Come Back – 4:55
2. I Have Nothing – 4:50
3. Why Does It Hurt So Bad – 4:39
4. You Give Good Love – 4:12
5. All the Man That I Need – 3:57
6. Where Do Broken Hearts Go – 4:38
7. Just the Lonely Talking Again – 5:33
8. Exhale (Shoop Shoop) – 3:24
9. Miracle – 5:46
10. For the Love of You – 5:35
11. Saving All My Love for You – 3:56
12. Run to You – 4:27
13. I Believe in You and Me – 3:55
14. Didn't We Almost Have It All – 4:38
15. All at Once – 4:29
16. I Will Always Love You – 4:23

## Classifiche
| Classifica | Posizione massima |
| ---------- | ----------------- |
| Argentina  | 20                |